# Elise Lagergren
Elise Lagergren, född 1905 i Stockholm, död okänt år, var en svensk konstnär. 
Lagergren studerade vid Tekniska skolan och Otte Skölds målarskola i Stockholm. Hon inledde sin konstkarriär sent i livet och medverkade i konstutställningar sedan 1969. Hennes konst består av stilleben, porträtt och landskap i oljepastell. Lagergren är representerad i Nockebyhus konstförening och några sjukvårdsinrättningar i Stockholm. 